# ذخیره‌گاه طبیعی داروین
ذخیره‌گاه طبیعی داروین (انگلیسی: Darwin Nature Reserve) یک منطقه حفاظت‌شده طبیعی در استان یاروسلاول کشور روسیه است.